# 5. Maj 1948
5. Maj 1948 er en dansk ugerevy fra 1948.

## Handling
1) Mindehøjtidelighed ved Skamlingsbanken. Klokkestabel indvies. Oberst Højland Christensen, Mogens Fog, Frode Jakobsen m.fl. taler. Frihedskæmpere præsenterer gevær. 

2) På Langeland er der mindehøjtidelighed for de allierede flyvere, der er styrtet ned under 2. Verdenskrig.

3) I Tuborg Havn afsløres en mindesten for de faldne, illegale transportfolk. Til stede er Frode Jakobsen, Hans Hedtoft og den svenske socialminister Gustav Möller samt kongefamilien.

## Medvirkende
- Hans Hedtoft
- Dronning Ingrid
- Kong Frederik 9.
- Dronning Alexandrine
- Prins Knud